# Puste krzesło
Puste krzesło (ang. The Empty Chair) – powieść Jeffery’ego Deavera, trzecia część serii, w której pojawia się Lincoln Rhyme i Amelia Sachs. Wydana w Polsce w 2003 roku.

## Fabuła
Lincoln Rhyme przebywa w Karolinie Północnej, ze względu na zbliżającą się operację w miejscowym szpitalu. W tym czasie, lokalna policja zgłasza się do niego o pomoc w sprawie kilkunastoletniego chłopca Garretta, który jest podejrzewany o zamordowanie kolegi i uprowadzenie dwóch koleżanek. Gdy udaje się go schwytać, partnerka Rhyme’a, Amelia, przekonana o niewinności chłopaka, uwalnia go z aresztu i wkrótce sama staje się zakładniczką.